# روجر جونز (رياضياتي)
روجر جونز (بالإنجليزية: Roger Jones)‏ هو رياضياتي أمريكي، ولد في 2 يونيو 1949.